# Pony Lake
Der Pony Lake (englisch für Pony-See) ist einer der zahlreichen zugefrorenen kleinen Süßwasserseen auf der antarktischen Ross-Insel. Der See liegt unmittelbar nördlich des Flagstaff Point am Kap Royds. 
Entdeckt und kartiert wurde er von Teilnehmern der Nimrod-Expedition (1907–1909) unter der Leitung des britischen Polarforschers Ernest Shackleton. Seinen Namen erhielt er, da die auf der Expedition mitgeführten Ponys zeitweilig hier gehalten wurden.